# Пинятаро Интерамна
Пинятаро Интерамна (на италиански: Pignataro Interamna) e град и община в провинция Фрозиноне, регион Лацио, Централна Италия с 2595 жители (31 декември 2010). Намира се на 129 км югоизточно от Рим и 51 km югоизточно от Фрозиноне.
Градът е разположен в долината на река Гариляно, южно от Касино.